# Girls Just Wanna Set Your Heart
Girls Just Wanna Have Fun X Set Your Heart è un singolo mash-up, di Cyndi Lauper, pubblicato in Giappone, il 21 gennaio 2009.

## Il singolo
Il brano Girls Just Wanna Have Fun X Set Your Heart è un mash-up di genere dance, remixato da Richard Morel, tra Girls Just Want to Have Fun e Set Your Heart, 2 canzoni di Cyndi Lauper tratte rispettivamente dagli album She's So Unusual e Bring Ya To The Brink. Il titolo del brano che è stato dato al singolo durante la promozione è stato anche Girls Just Wanna Set Your Heart.
Il singolo Girls Just Wanna Have Fun X Set Your Heart è stato pubblicato solo in Giappone, sia in digitale che in formato CD, ed anticipa l'uscita dell'album "Floor Remixes".
Il brano Girls Just Wanna Have Fun X Set Your Heart è stato utilizzato in una pubblicità, per una marca di make-up.

## Tracce
1. Girls Just Wanna Have Fun X Set Your Heart – 3:52
2. Set Your Heart (Extended Mix) – 6:10

## Video
Il singolo Girls Just Wanna Have Fun X Set Your Heart viene accompagnato da un video diretto da Karl Giant.